# Удлинённая пятиугольная пирамида
Удлинённая пятиуго́льная пирами́да — один из многогранников Джонсона (J9, по Залгаллеру — М3+П5).
Составлена из 11 граней: 5 правильных треугольников, 5 квадратов и 1 правильного пятиугольника. Пятиугольная грань окружена пятью квадратными; каждая квадратная грань окружена пятиугольной, двумя квадратными и треугольной; каждая треугольная грань окружена квадратной и двумя треугольными.
Имеет 20 рёбер одинаковой длины. 5 рёбер располагаются между пятиугольной и квадратной гранями, 5 рёбер — между двумя квадратными, 5 рёбер — между квадратной и треугольной, остальные 5 — между двумя треугольными.
У удлинённой пятиугольной пирамиды 11 вершин. В 5 вершинах сходятся пятиугольная и две квадратных грани; в 5 вершинах сходятся две квадратных и две треугольных грани; в 1 вершине сходятся пять треугольных граней.
Удлинённую пятиугольную пирамиду можно получить из двух многогранников — правильной пятиугольной пирамиды (J2) и правильной пятиугольной призмы, все рёбра у которых одинаковой длины, — приложив их друг к другу основаниями.

## Метрические характеристики
Если удлинённая пятиугольная пирамида имеет ребро длины {\displaystyle a}, её площадь поверхности и объём выражаются как
{\displaystyle S={\frac {1}{4}}\left(20+5{\sqrt {3}}+{\sqrt {25+10{\sqrt {5}}}}\right)a^{2}\approx 8{,}8855409a^{2},}
{\displaystyle V={\frac {1}{24}}\left(5+{\sqrt {5}}+6{\sqrt {25+10{\sqrt {5}}}}\right)a^{3}\approx 2{,}0219802a^{3}.}

## В координатах
Удлинённую пятиугольную пирамиду с длиной ребра {\displaystyle 2} можно расположить в декартовой системе координат так, чтобы её вершины имели координаты
- {\displaystyle \left(\pm 1;\;-{\sqrt {\frac {5+2{\sqrt {5}}}{5}}};\;\pm 1\right),}
- {\displaystyle \left(\pm {\frac {1+{\sqrt {5}}}{2}};\;{\sqrt {\frac {5-{\sqrt {5}}}{10}}};\;\pm 1\right),}
- {\displaystyle \left(0;\;{\sqrt {\frac {10+2{\sqrt {5}}}{5}}};\;\pm 1\right),}
- {\displaystyle \left(0;\;0;\;1+{\sqrt {\frac {10-2{\sqrt {5}}}{5}}}\;\right).}

При этом ось симметрии многогранника будет совпадать с осью Oz, а одна из пяти плоскостей симметрии — с плоскостью yOz.